# リーフ地方

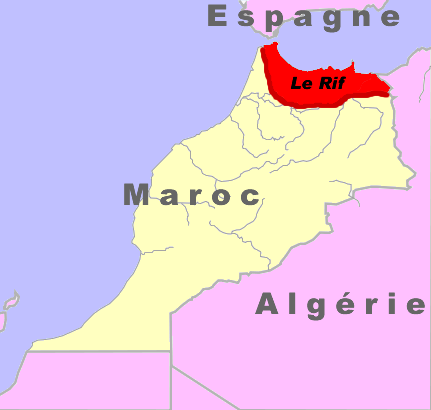
リーフ地方の位置（赤）

リーフ地方（Rif）は、モロッコ北部の地方。山がちな地形であるが、いくつかの肥沃な谷も持っている。リーフ地方は、西はタンジェ及びスパルテル岬まで、東はラス・ケブナダ及びムルヤ川まで、北は地中海に面し、南はWergha川までの山岳地帯をさす。南部スペインのBaetic山地から、ジブラルタル海峡をはさんでほぼ山地が連続している。リーフ山地は、アトラス山脈には属していない。リーフの主要都市としては、タンジェ、テトゥアン、アル・ホセイマ、タザなどがある。リーフ地方はモロッコで最も降水量の多い地域であるため緑が濃く、またベルベル人の村も点在している。

## 歴史
リーフには有史以前よりベルベル人が住んでいたとされる。紀元前11世紀には早くもフェニキア人がやってきて交易を開始し、テトゥアン、メリリャ、タンジェといった街を建設した。やがてフェニキア人のうちからカルタゴが強大となってこの地域を支配するようになり、第3次ポエニ戦争後にリーフはローマ共和国の領土となり、マウレタニア属州に属するようになった。ローマ帝国期に入ると、クラウディウスの時代にタンジェがMauretania Tingitanaの首都となった。5世紀にはヴァンダル王国に占領されてローマの時代は終わった。6世紀にはヴァンダルを滅ぼしたビザンツ帝国の支配下となった。
710年、Salih I ibn Mansurがネコル王国を建ててこの地域で自立し、この地域のベルベル人をイスラム化した。15世紀には対岸のスペインのアンダルシア地方から多くのムーア人が追放されてリーフに定住し、アンダルシア音楽をはじめとする新しい文化をこの地にもたらした。一方で、1492年にアンダルシアのナスル朝を滅ぼしたスペインとポルトガルは海を渡りこの地方にも侵攻し、1415年にはポルトガルがセウタを、1490年にはスペインがメリリャを占領した。その後は平和が続いたものの、1859年にはテトゥアンでスペインとモロッコの衝突がおき、モロッコが敗北した。やがてこの地方はスペイン領となり、スペイン領モロッコが成立したものの、これに反対するベルベル人は3度の反乱を起こした。特に規模の大きかった1921年の第三次リーフ戦争では、アブド・エル・クリムに率いられたベルベル人がアンワールの戦いにおいてスペイン軍を撃破し、リーフ共和国が建国されたものの、やがてスペインによって鎮圧され、アブド・エル・クリムはレユニオンへと流された。やがて1956年、この地域は南のフランス領モロッコとともにモロッコとして独立した。